# Laurens Hogebrink

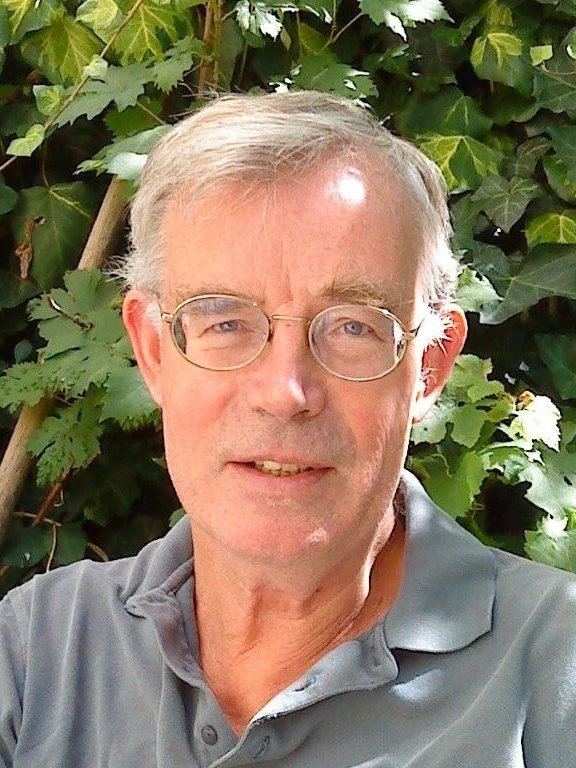
Laurens Hogebrink

Laurens Hogebrink (1942), een Nederlands theoloog en vredesactivist, studeerde theologie in Utrecht en New York. Hij was vanaf 1969 werkzaam bij de Nederlandse Hervormde Kerk, sinds 1986 als secretaris van de Raad voor Overheid en Samenleving (ROS). Van 1999 tot 2002 was hij hoofd van het Bureau Europa/Noord-Amerika van de Samen op Weg kerken, nu de Protestantse Kerk in Nederland.

## Pleitbezorger IKV binnen de NH kerk

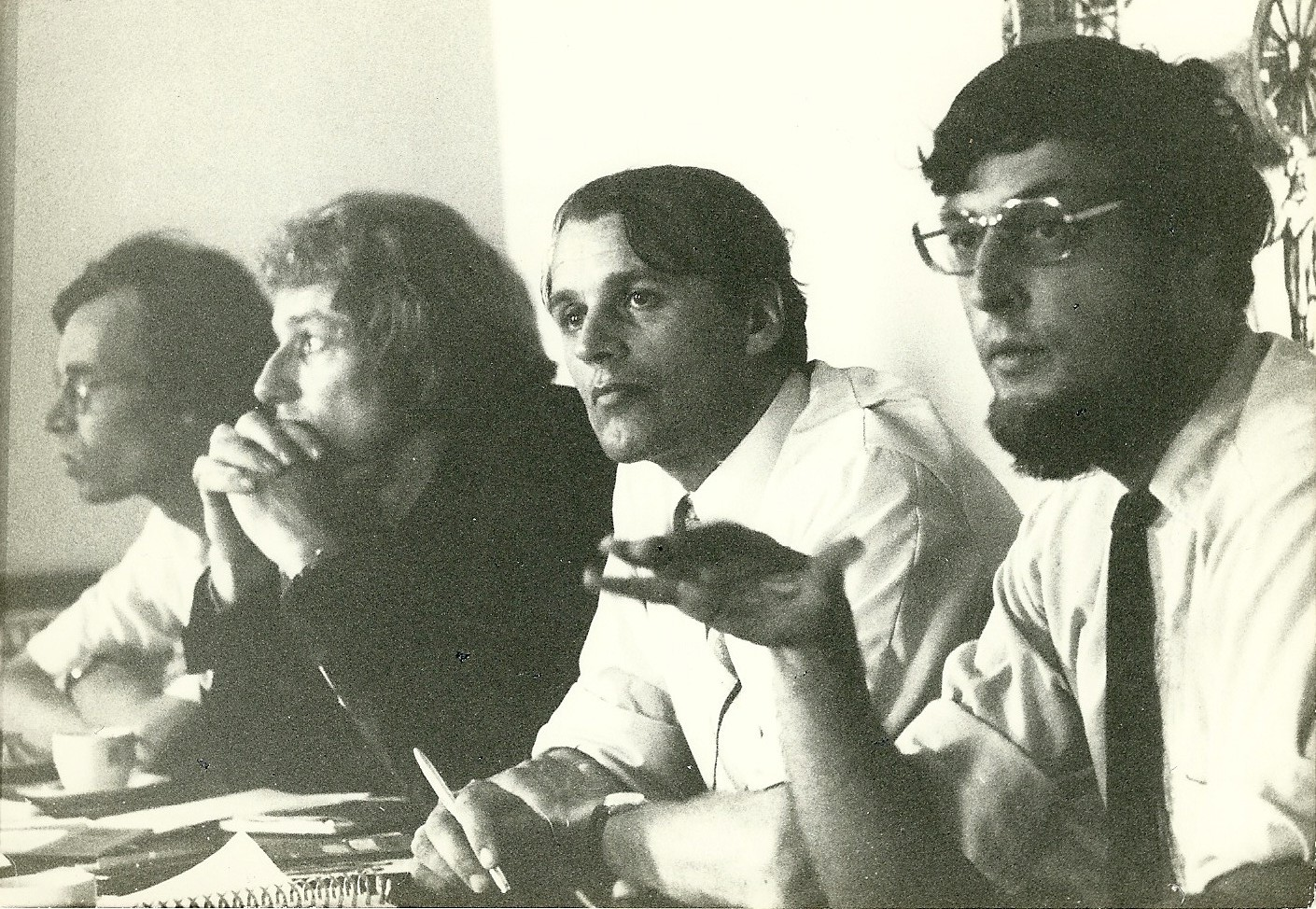
Vredesweek 1977. Hogebrink uiterst links

Vanaf de jaren zeventig raakte Hogebrink als beraadslid van het Interkerkelijk Vredesberaad (IKV) en als voorzitter van de Werkgroep Internationaal van het IKV (IKV) nauw betrokken bij het beleid van deze vredesbeweging. Jarenlang was hij de hoofdredacteur van de jaarlijkse Vredeskrant die begin jaren 80 tijdens de Vredesweek met honderdduizenden exemplaren in de kerken verspreid werd. Hogebrink was ook de auteur van de veelbesproken Handreiking over de kernwapens uit 1979 (het zogenaamde 'Blauwe Boekje'), dat binnen de Nederlandse Hervormde Kerk een centrale rol speelde bij de meningsvorming over het kernwapenvraagstuk binnen de kerkelijke gemeenten. Hij was ook de hoofdverantwoordelijke voor de Pastorale Brief over de kernbewapening (het zogenaamde ‘Groene Boekje’), waarmee de hervormde synode in november 1980 zich stelde achter het IKV voorstel tot eenzijdige denuclearisering van Nederland. In 1980 was Hogebrink oprichter van het tijdschrift Disarmament Campaigns dat bijdroeg aan de samenwerking van Europese vredesbewegingen, waaronder bijvoorbeeld het Britse Campaign for Nuclear Disarmament (CND). Hogebrink reisde regelmatig voor besprekingen met kerkelijke functionarissen en vredesgroepen naar de DDR en andere landen in het Oostblok. Contacten met onafhankelijke groepen en dissidenten waren deel van zulke bezoeken, in het kader van de door het IKV gepropageerde ‘ontspanning van onderop’

## Neutronenbomspecialist van het IKV
Tijdens een bezoek aan de Verenigde Staten stuitte Hogebrink op nieuwe informatie over de neutronenbom. Hogebrink publiceerde in september 1978 een aantal artikelen in Hervormd Nederland, waarin hij op grond van open bronnen van het Pentagon aantoonde dat het besluit van president Carter om de neutronenbom níet in productie te nemen, schijn was. De productie was 'opgeknipt', betoogde Hogebrink. De president bleek op 7 april 1978 al te hebben besloten om voort te gaan met de modernisering van onderdelen waarmee de neutronenbom gebouwd kon worden. De neutronenbom bleek in feite een 'element' in een nucleair explosief, dat voor verhoogde neutronenstraling kon zorgen. Dat element zou 'los' in productie worden genomen. Door de neutronenbom aldus in diverse elementen te fabriceren die in korte tijd geassembleerd konden worden, en zo nodig zelfs nog te velde, dacht de Amerikaanse regering het politieke probleem van het gerezen verzet bij bondgenoten te omzeilen. Kamervragen over deze politieke tactiek leidden tot ontkenningen van de kant van de Nederlandse regering. Maar op 18 oktober kondigde het Witte Huis niettemin de stappen aan in het productieproces van de neutronenbom, zoals Hogebrink had beschreven. De artikelen van Hogebrink prikkelden dat najaar in hoge mate het verzet tegen de kernwapens van het IKV. De door de Communistische Partij van Nederland (CPN) geleide 'Stop de Neutronenbom' actiegroep, leek het gebaar van president Carter eerder als een toegeving op te vatten. Maar CDA-fractievoorzitter Willem Aantjes riep in Hervormd Nederland de vraag op of Nederland nog wel lid zou kunnen blijven van de NAVO indien de neutronenbom door de NAVO zou worden ingevoerd.

## Na het einde van de Koude Oorlog
Na het einde van de Koude Oorlog bracht Hogebrink een serie internationale seminars op gang over de vraag hoe de kerken in Oost en West met de Koude Oorlog om waren gegaan (een onderwerp waarover Beatrice de Graaf in 2004 haar dissertatie 'Over de Muur. De DDR, de Nederlandse kerken en de vredesbeweging' schreef). Hij hield zich ook intensief bezig met de rol van de kerken bij de eenwording van Europa na de val van de Muur. Hij zag deze eenwording na de Koude Oorlog als een vergelijkbare uitdaging voor Europa als de verzoening tussen Frankrijk en Duitsland na de Tweede Wereldoorlog.

## Een sprekende kerk
Aan de naoorlogse identiteit van de Nederlandse Hervormde Kerk als een kerk die zich veelvuldig over maatschappelijke problemen uitspreekt heeft Hogebrink het nodige bijgedragen. Naast de geschriften over kernbewapening was hij (mede)verantwoordelijk voor synodale rapporten over onder andere ontwikkelingssamenwerking, de Apartheid in Zuid-Afrika, gemeente-zijn in de mondiale samenleving (een visie op de secularisatie), en de ontwikkelingen in Europa, zowel in de Europese Unie als in Oost-Europa. Hij was ook in de hervormde kerk verantwoordelijk voor het door de Wereldraad van Kerken geïnitieerde ‘Conciliaire proces voor gerechtigheid, vrede en heelheid van de schepping’, dat in de jaren ’80 en ’90 tot veel kerkelijke activiteiten leidde op maatschappelijk gebied.
Hogebrink's internationale oecumenische ervaring hield het lidmaatschap in van verschillende commissies van de Wereldraad van Kerken en de Conferentie van Europese Kerken. Ook na zijn pensionering is hij actief gebleven op vredesgebied, als adviseur van IKV Pax Christi bij een nieuwe campagne voor een kernwapenvrije wereld. Voor de Conferentie van Europese Kerken doet hij onderzoek naar de dialoog tussen de kerken en de Europese Unie.

## Publicaties
- Laurens Hogebrink en Henk Koetsier, Tegen de verdrukking in: verhalen over de basis in beweging, Baarn 1977
- Kernbewapening. Handreiking van de Generale Synode van de Nederlandse Hervormde kerk, 's Gravenhage 1979
- Pastorale Brief over de kernbewapening, Generale Synode van de Nederlandse Hervormde kerk, 's Gravenhage 1980
- L.J. Hogebrink, Nederland dient de instemming met het NAVO-moderniseringsbesluit in te trekken, in: Internationale Spectator, april 1981
- Laurens Hogebrink, Hope Against Hope in the Nuclear Age, in: The Ecumenical Review, Nr. 3, July 1981
- Laurens Hogebrink, Erfahrung mit dem Unmöglichen, in: Martin Niemöller Festschrift zum 90. Geburtstag, Köln 1982
- Laurens Hogebrink, Voorbij de ‘hollanditis’', in: Mient Jan Faber, Laurens Hogebrink, Jan ter Laak en Ben ter Veer (red), Zes jaar IKV-campagne, Amersfoort 1983
- Philip P. Everts and Laurens J. Hogebrink, The Churches in the Netherlands and Nuclear Disarmament, in: James E. Will (ed.), The Moral Rejection of Nuclear Deterrence, New York 1985
- L.J Hogebrink, Een sprekende kerk in een mondiale samenleving, in: M.J. Faber, Geloof, kerk en politiek, een bundel opstellen over de plaats van de vredesbeweging in kerk en maatschappij, Amersfoort 1986
- Gemeente-zijn in de mondiale samenleving, Generale Synode van de Nederlandse Hervormde kerk, 's Gravenhage 1988
- Verloren jaren? (Over de uitdagingen voor de kerken na de Koude Oorlog), Generale Synode van de Nederlandse Hervormde kerk, Zoetermeer 1991
- Laurens Hogebrink, Onvoltooid verleden tijd. Kerken in en na de koude oorlog.’s Gravenhage 1993
- Laurens Hogebrink, Europa als verzoeningsproject, in: Fred van Iersel en Ben Schennink (red.), Denken over vrede na de Koude Oorlog, Baarn 1995
- Hart en ziel voor Europa? Rapport van de Generale Synode der Nederlandse Hervormde Kerk, Zoetermeer 1996
- Laurens Hogebrink, A Reappraisal of the Recent Past in the West, in: Religion, State and Society, Vol. 25, Nr. 1, March 1997
- P. Hofland en L.J. Hogebrink, Het toetsingskader voor de uitzending van Nederlandse militairen, in: Marineblad, november 1997
- Laurens Hogebrink, Ökumene als Friedensarbeit: in Europa eine ambivalente Geschichte, in: Heinz-Jürgen Joppien (Hrsg.), Der Ökumenische Rat der Kirchen in den Konflikten des Kalten Krieges, Frankfurt am Main 2000
- Laurens Hogebrink, Die Herausforderungen Europas an eine Erneuerung des kirchlichen Lebens, in: Unterwegs nach Europa, Leuenberger Kirchengemeinschaft, Frankfurt am Main 2001
- Laurens Hogebrink, Ökumene und Kalter Krieg. Ein Erfahrungsbericht, in: Joachim Garstecki (Hrsg), Die Ökumene und der Widerstand gegen Diktaturen, Stuttgart 2007
- Konrad Raiser, Reinhard Höppner, Laurens Hogebrink, Kirche für andere. Für Heino Falcke zum 80. Geburtstag, in: Junge Kirche, 1/2009
- Laurens Hogebrink, Security by Mass Destruction? The Churches’ Voice, in: NATO Watch, March 2011
- Laurens Hogebrink, Tactical Nuclear Weapons and the (Lack of) Logic of Reciprocity: ‘Reassureance within NATO’ vs. ‘Confidence Building with Russia’. Pugwash Netherlands (2013) (Zie: http://www.pugwash.nl/wp-content/uploads/TNW_Reciprocity_Pugwash_NL.pdf).
- Laurens Hogebrink, The Present and Future of the Just War Tradition. In: Evangelische Theologie, Nr. 4. 2015.
- Laurens Hogebrink, Europe’s Heart and Soul. Jacques Delors’ Appeal to the Churches. Globethics.net CEC 2, Geneva 2015.(Zie: https://www.globethics.net/cec-series).